# Музеби II (Рагуза)
Музеби II је насеље у Италији у округу Рагуза, региону Сицилија.
Према процени из 2011. у насељу је живело 35 становника. Насеље се налази на надморској висини од 421 м.